# Història de la gastronomia a Espanya

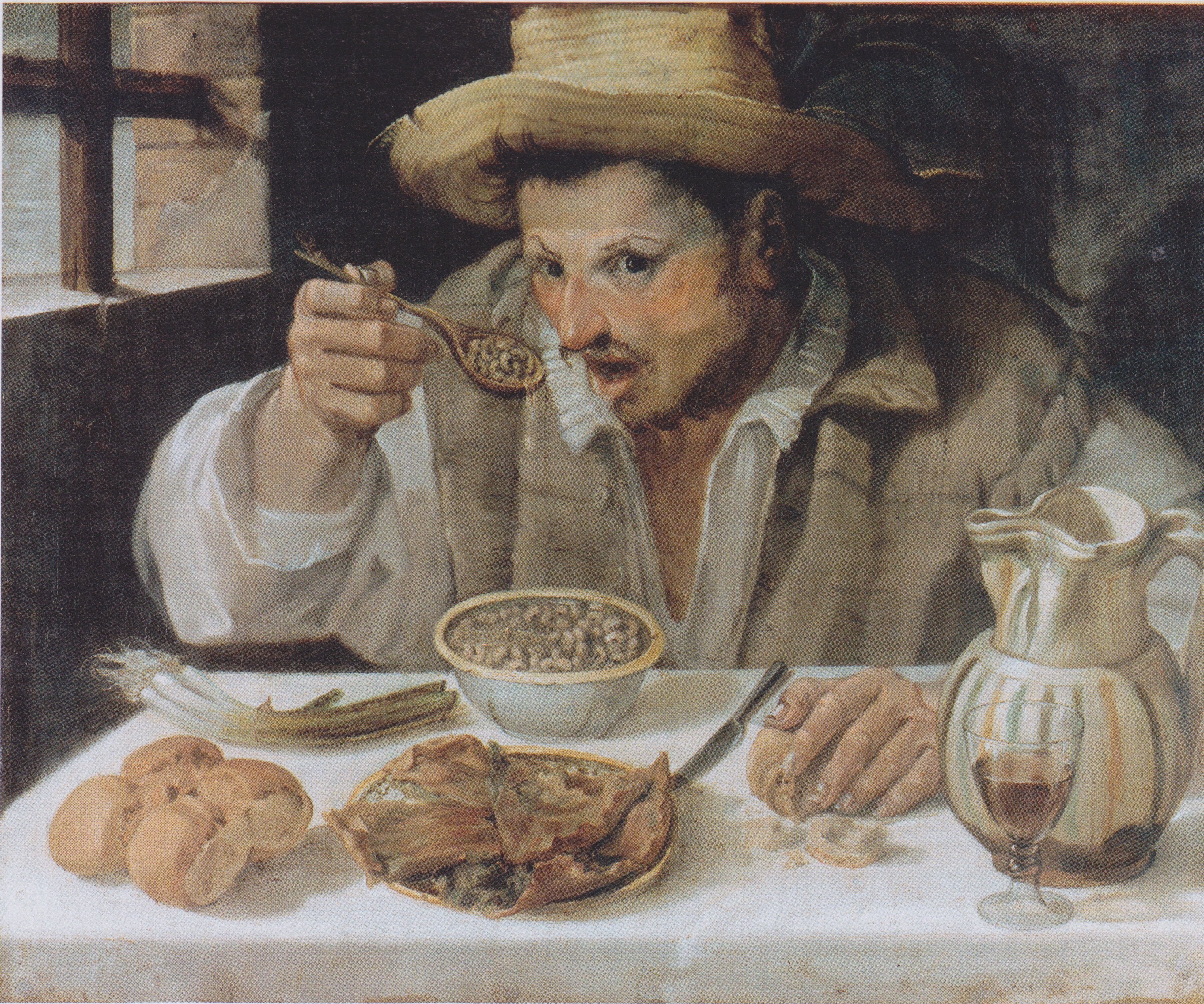
La cuina espanyola neix de les classes populars, és històrica, tradicional i s'enriqueix amb els diversos mitjans regionals de cuinar.

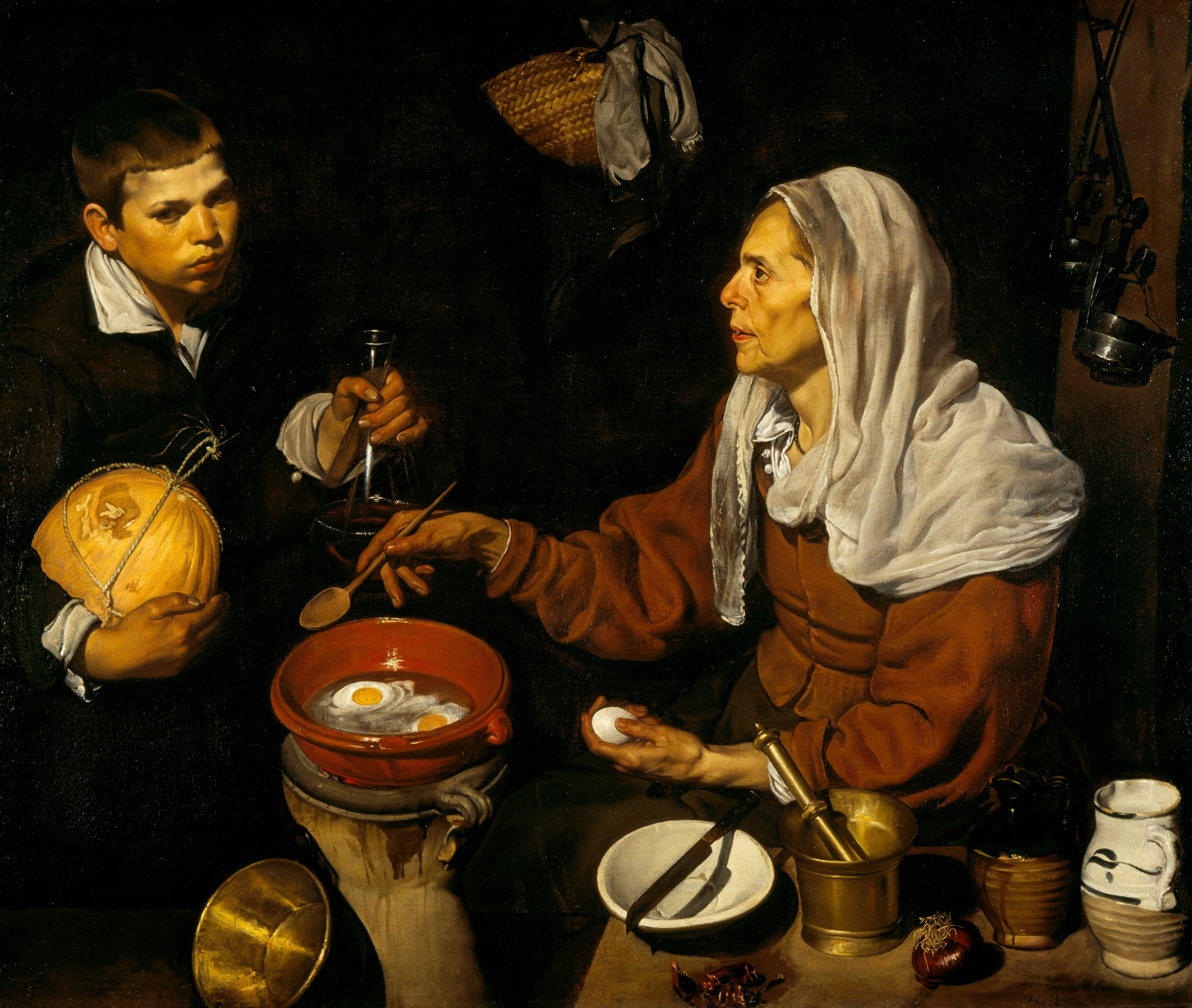
La cuina espanyola té arrels populars.

La història de la gastronomia a Espanya no va començar a recollir-se per escrit fins pràcticament mitjans del segle xix. Es pot dir que la cuina espanyola va romandre amagada i ignorada a la literatura culinària europea fins que els viatgers romàntics que recorrien els territoris espanyols foren descrivint-la als lectors dels seus països. Se'n saben pocs detalls de la cuina espanyola abans del segle x, i les referències documentals (generalment literàries) mencionen freqüentment ingredients, noms de plats però res més sobre el procés culinari. No obstant això, l'evolució culinària espanyola des de l'edat mitjana descriu una trajectòria que ha tingut diverses fases abans d'arribar a ser el que es coneix en l'actualitat. La introducció de noves formes de cuinar dels àrabs i dels jueus sefardites, així com el conreu de noves espècies, la incorporació progressiva d'ingredients culinaris procedents del Nou Món i les influències d'una cuina europea han anat marcant el caràcter de la gastronomia espanyola. Tot això feu que es creés una personalitat culinària que fins i tot va influir en algun moment la cuina francesa a començaments del segle xvii. Alhora va ser influïda posteriorment, al segle xviii, per les cuines italiana i francesa que es van popularitzar a la cort. El període comprès des del segle xv fins a principis del XIX és el moment en què es fixen els principals costums alimentaris de la majoria dels països europeus, costums que han format la cuina tradicional.
A les acaballes del segle xix, certs periodistes i escriptors van començar a escriure, a recopilar i a crear una identitat desconeguda amb anterioritat. La cuina espanyola és considerada ja per ells com una barreja dels costums culinaris dels pobles que van poblar el territori ibèric al llarg de la història. La seva història mostra com el concepte culinari evoluciona fins a aconseguir una personalitat pròpia dins d'una diversitat. Malgrat això, la cuina clàssica té unes arrels religioses molt profundes. És a partir del segle XX que és coneguda internacionalment mitjançant alguns dels seus plats regionals més característics.

## Prehistòria

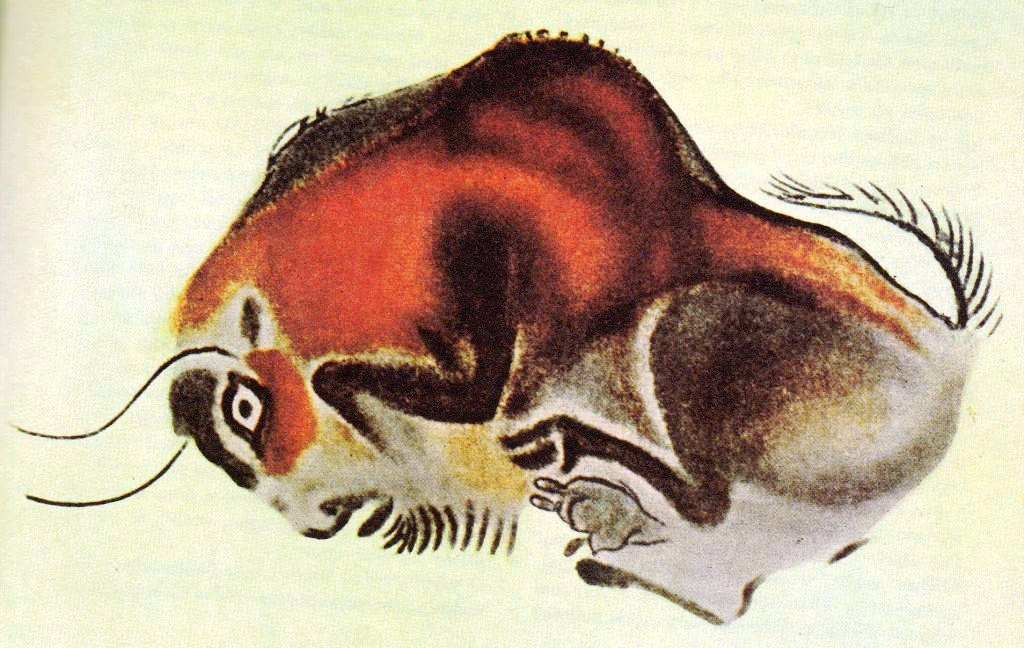
Bisó caçat en una representació de pintura rupestre de la cova d'Altamira.

Malgrat que l'obtenció d'aliments, com la pròpia alimentació, és la primera necessitat que ha tingut l'home des dels seus inicis, és difícil de precisar les preparacions culinàries de la prehistòria. Molt poc se'n sap dels costums culinaris dels primers habitants de la península Ibèrica. Les investigacions sobre aquest tema han de dirigir-se mitjançant anàlisis químiques de les mostres arqueològiques, a més de les anàlisis microscòpiques de les restes trobades. Hi ha indicacions dels costums culinaris caçadors dels primers habitants peninsulars a les excavacions a la serra d'Atapuerca, així com a les il·lustracions realitzades sobre els costums de caça a les parets de la cova d'Altamira. En aquesta última cova apareixen descripcions detallades de la caça de l'època. Hi ha tot de coves amb il·lustracions semblants, com es pot veure a Alpera (Albacete) en què es troben diverses situacions de caça, a Terol (a les coves d'Ahumado i de Mortero) hi ha representat a les parets dones recol·lectant baies, fruites i fins i tot tubercles. Apareixen també diversos instruments de ceràmica que s'empraven per cuinar al Neolític.
Després del període de glaciacions els pobles van esdevenir més sedentaris i va sorgir la ramaderia i l'agricultura. La ramaderia realitzada sobre certes espècies animals, fonamentada segurament en certes preferències alimentàries, fa que s'especialitzi en el xai, el bou, el cavall, l'ase, el camell i el porc. Juntament amb la ramaderia aviat apareixen els diversos lactis. L'aparició de la cultura agrària al sud-est peninsular fa que s'iniciï el concepte d'agricultura intensiva i un aprofitament més gran dels sistemes de reg, donant lloc a collites abundants de cereals i de llegums. Malgrat aquests descobriments arqueològics de tanta importància, se'n sap amb certa seguretat sobre els ingredients, però poc sobre les tècniques culinàries, dels plats elaborats, de les tradicions culinàries, etc. També hi ha indicis que aquells primers pobles sedentaris van començar a veure la possibilitat de conservar els aliments.

## Cuina celtibera

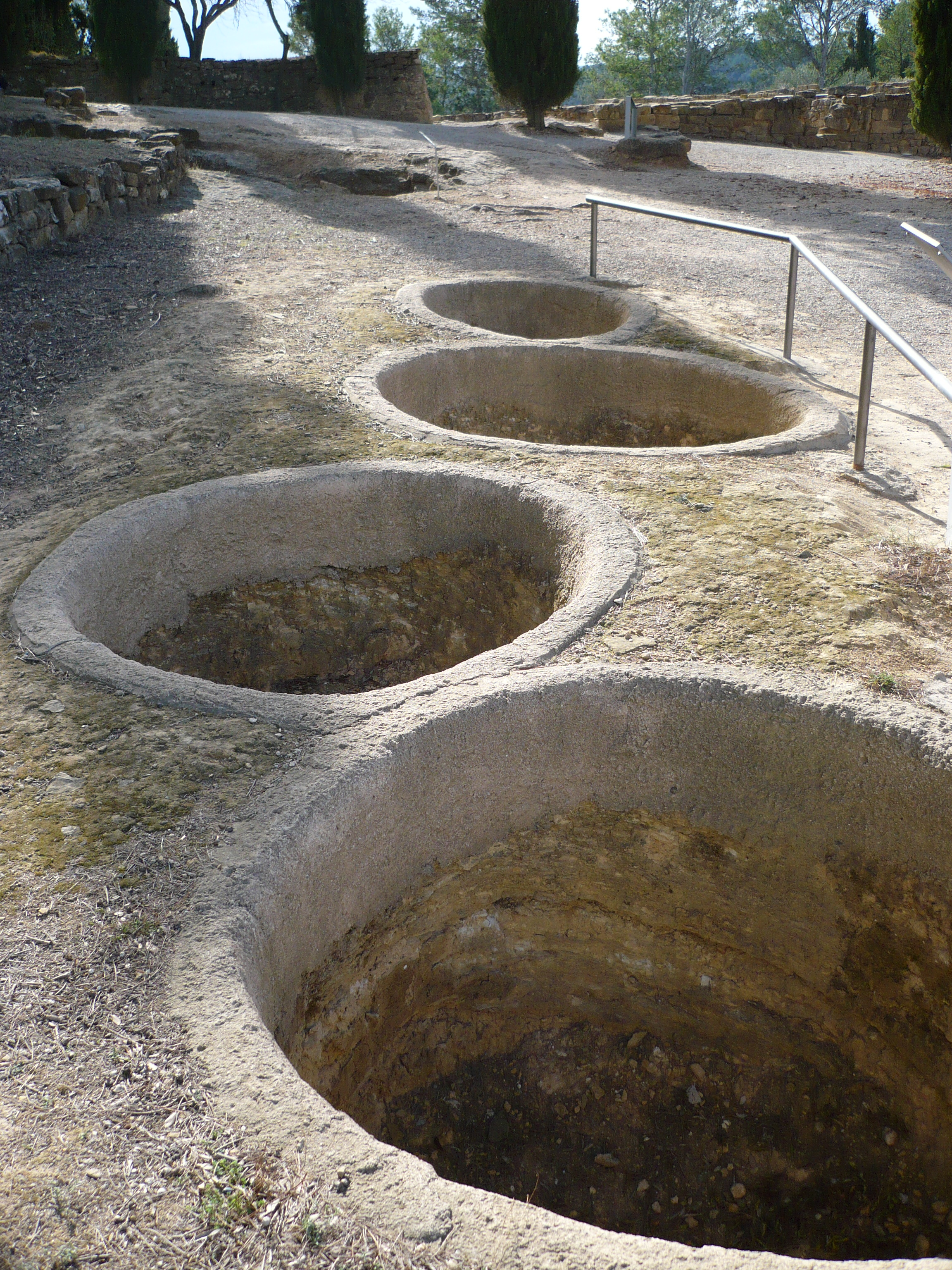
Sitges per a l'emmagatzemament de cereals.

Una de les primeres cultures peninsulars fou Tartessos que es va desenvolupar al llarg de la vall del Guadalquivir, territori d'expansió de la civilització de Tartessos. La capital potser Tarta, al lloc que avui ocupa Sanlúcar de Barrameda, a la desembocadura del riu Guadalquivir, l'arrel del qual trth, faria derivar Tartessos. Probablement, la ciutat i la civilització ja existien abans del 1000 aC, dedicades al comerç, a la metal·lúrgia i a la pesca, però no en la forma que es coneixeria el Tartessos clàssic. La posterior arribada els fenicis i llur establiment a Gadir portà l'oliva, la vinya i les formes de conreu desconegudes a la península. Els celtibers es fan sedentaris i comencen a cuidar el porc com una font bàsica d'alimentació, l'establiment de ramats comporta l'acte ritual de la matança als mesos d'hivern. El menjar s'acompanyava amb pa pla elaborat amb glans secs. Aquest pa tenia com a característica que es conservava durant molt de temps comestible. Per menjar s'asseien a bancs de pedra i de tova construïts al voltant de les parets de les cases. Aquesta forma d'alimentació amb base en la fruita seca era típica de les tribus àsturs abans de l'arribada dels romans a la península. Sobre l'alimentació preromana a la península ibèrica hi ha estudis que analitzen amb detall comentaris d'Estrabó sobre el costum de menjar fruita seca (glans) durant les tres quartes parts de l'any (Estrabó III, 3,7).
Hi ha dues fonts contrastades per esbrinar la vida i costums dels ibers, la primera és la descripció que fan els autors clàssics a les seves obres, i la segona és la informació obtinguda a les excavacions arqueològiques realitzades al territori. A partir del segle VII aC és quan es pot mencionar l'inici d'una cultura ibèrica emergent a la zona mediterrània, període que acaba amb Cartago enfrontada a Roma a la Primera Guerra Púnica. Durant aquesta època els productes agropecuaris i la mineria eren els que controlaven l'economia i la subsistència dels pobles ibèrics. Dels inicis de l'agricultura del cereal i dels llegums es poden trobar nombroses excavacions que ho demostren. L'ús del ferro a l'agricultura permetia llaurar grans quantitats de terreny. El conreu més freqüent era el de blat i d'ordi, l'espelta i el blat bojal, a més distància en el seu consum hi havia l'avena, la dacsa i el mill. Després dels cereals es trobaven a les prioritats alimentàries els llegums. L'ús més habitual d'aquests cereals era per fer farinetes (elaborades amb aigua o amb llet) i sobretot per fer pa.